# Phiditia diores
Phiditia diores är en fjärilsart som beskrevs av Pieter Cramer 1775. Phiditia diores ingår i släktet Phiditia och familjen silkesspinnare. Inga underarter finns listade i Catalogue of Life.